# Parco Clara-Zetkin
Il Parco Clara-Zetkin (in tedesco: Clara-Zetkin-Park o colloquialmente Clara-Park) è uno spazio verde nella parte centro-occidentale di Lipsia che collega la parte meridionale e settentrionale della foresta alluvionale di Lipsia. Si trova a Leipzig-Zentrum-Süd, Leipzig-Zentrum-West, Leipzig-Schleußig e Leipzig-Lindenau. Un parco unico di 125 ettari attraversato solo dalla deviazione inferiore dell'Elster Bianco è stato diviso nel 2011 in diverse zone designate: Parco Johanna (Johannapark) vicino al Promenadenring, Parco Clara-Zetkin a sud su entrambe le sponde della Pleiße e il Palmeraie (Palmengarten) sulla riva sinistra a nord a Lipsia-Lindenau. L'ensemble continua tuttavia a essere chiamato Parco Clara-Zetkin o colloquialmente Clara-Park dai Lipsiani.

## Storia

### Parco Johanna
Il banchiere lipsiano Wilhelm Seyfferth (1807-1881) acquistò nel 1858 un campo chiamato Martorffer Wiese dalla Scuola San Tommaso per una somma di 19.000 talleri. Completò l'acquisizione con uno scambio di terreni con Seichwiese e terreni universitari. Tra il 1861 e il 1863, incaricò l'architetto paesaggista Peter Joseph Lenné di realizzare un parco di 6,34 ettari in stile giardino inglese, composto da alberi esotici e da un grande stagno con un'isola al centro.
L'origine del nome del parco è la figlia di Seyfferth, Johanna Natalie Schulz, nata Seyfferth nel 1836 e morta nel 1858 all'età di 21 anni. Secondo la leggenda la giovane si innamorò di un giovane ufficiale cavalleresco, ma la sua famiglia si oppose a questa unione, progettando di farla sposare con il dottor Gustav Schulz. Il dolore di Johanna fu tale che le sue condizioni fisiche peggiorarono e lei rimase paralizzata. Mentre suo padre finalmente cede e organizza un incontro con la persona del suo cuore durante la vigilia di Natale, la malattia e la cattiva salute di Johanna sono troppo avanzate e lei muore pochi mesi dopo. Suo padre, consumato dal dolore, decise di dedicare questo parco a sua figlia.
Alla morte di Wilhelm Seyfferth nel 1881, il parco tornò per testamento alla città di Lipsia, che lo ampliò fino a 8 ettari. Una chiesa luterana neogotica fu costruita nel parco tra il 1884 e il 1887. Nel 1896, un busto in marmo di Seyfferth fu scolpito da Melchior zur Straßen (1832-1896) ed esposto nel parco.

### Giardino pubblico Scheibenholz e Parco Re Albert

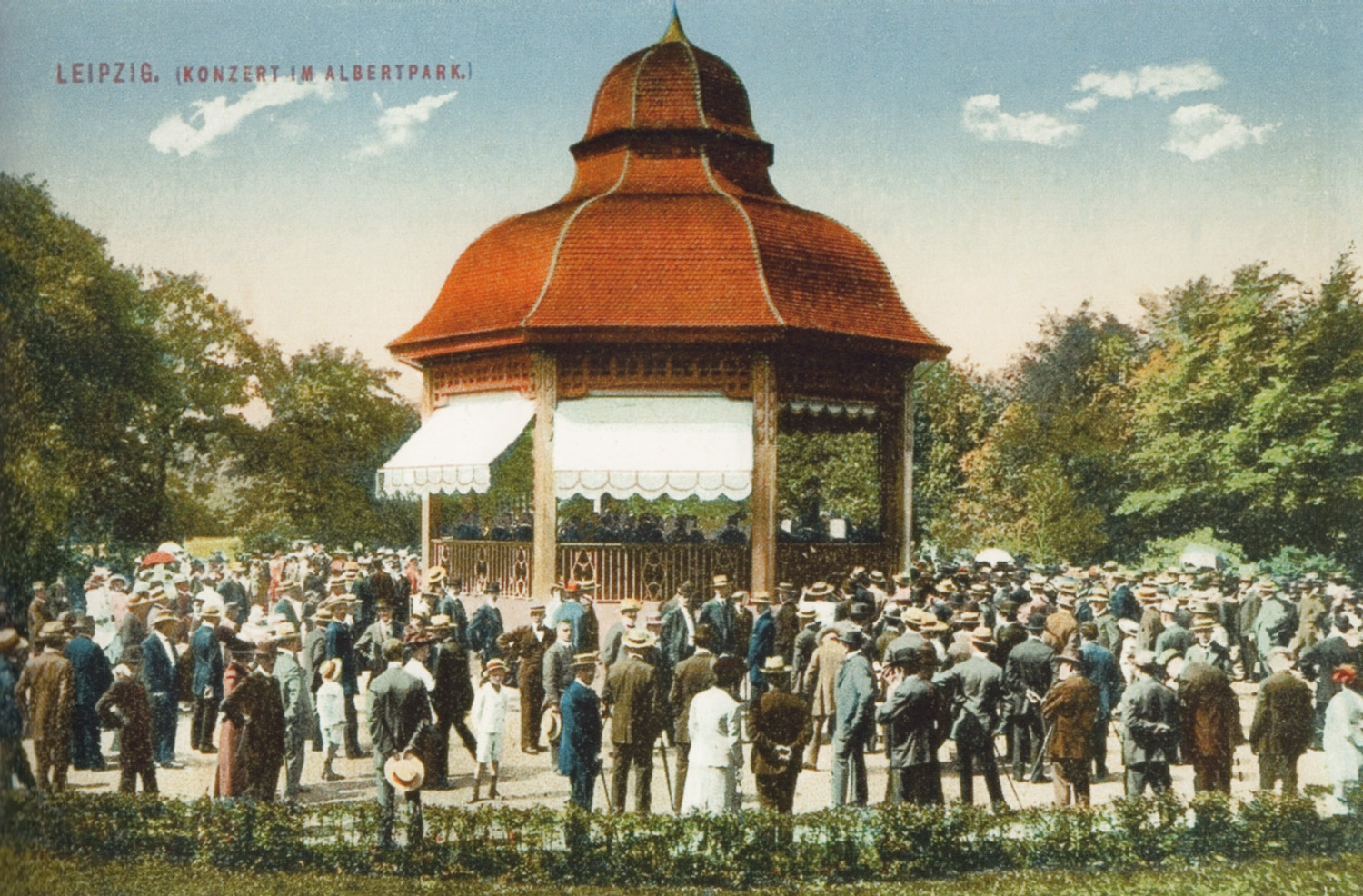
Il padiglione musicale nel 1915

Nel 1863, la prima gara ebbe luogo all'ippodromo di Scheibenholz, a Lipsia-Südvorstadt, sulla riva destra della deviazione inferiore dell'Elster (Elsterflutbett). L'ippodromo è stato costruito nella foresta alluvionale su un terreno appartenente al consigliere comunale Scheibe, da cui il nome “bosco di Scheibe” (Scheibenholz). A nord dell'ippodromo rimaneva un bosco. Il paesaggista comunale Otto Wittenberg decise di trasformarlo in un giardino pubblico. Come Seyfferth, l'intenzione di Wittenberg era quella di proteggere questo spazio naturale dagli operatori immobiliari, perché l'area urbanizzata della città aumentava di anno in anno. Tra il 1849 e il 1875 la popolazione lipsiana più che raddoppiò, passando da 62.374 a 127.387 abitanti, uno sviluppo demografico che quintuplicherà fino al 1900, con l'integrazione dei comuni vicini. Trasformando il bosco in un giardino pubblico, Wittenberg voleva anche garantire un corridoio naturale tra il centro città e la deviazione dell'Elster. Nel 1877 fu aperto il giardino pubblico di Scheibenholz (Volksgarten im Scheibenholz). Successivamente verrà ribattezzato “parco”.
Di 24 aprile a 19 ottobre 1897 si è svolta la «Fiera del commercio e dell'industria della Sassonia-Thüringia» (Sächsisch-Thüringische Industrie- und Gewerbeausstellung). Con una superficie di 40 ettari e 3.027 espositori, il quartiere fieristico si trova su entrambe le sponde della deviazione inferiore dell'Elster, collegate tra loro dal Sachsenbrücke (“Ponte sassone”) di nuova costruzione. Il ponte riceve questo nome in riferimento all'adesione dei Sassoni, inizialmente dalla parte napoleonica, alle forze prussiane durante la battaglia di Lipsia (1813).
Dopo la fine della fiera, si è deciso di continuare a sviluppare il sito in un parco, che costituisce l'incrocio sulla riva destra tra Johanna Park e Scheibenholz Park e costituisce un grande giardino paesaggistico in un unico pezzo. Lo sviluppo del parco da parte di Otto Wittenberg e, alla sua morte nel 1901, del suo successore Carl Hampel, costò complessivamente 180.000 marchi d'oro. Si chiama «Parco Re Albert» (König-Albert-Park) in occasione del 25º anniversario dell'incoronazione del re Alberto di Sassonia. Una pista ciclabile chiamata Anton-Bruckner-Allee attraversa il parco e il ponte. Sono stati inoltre creati diversi stagni e alcuni tumuli. Il padiglione musicale (Musikpavillon), dove si terranno numerosi spettacoli e concerti, è stato costruito all'inizio del XX secolo nell'attuale Richard-Strauß-Platz.

### Il Palmengarten e il boschetto Richard-Wagner

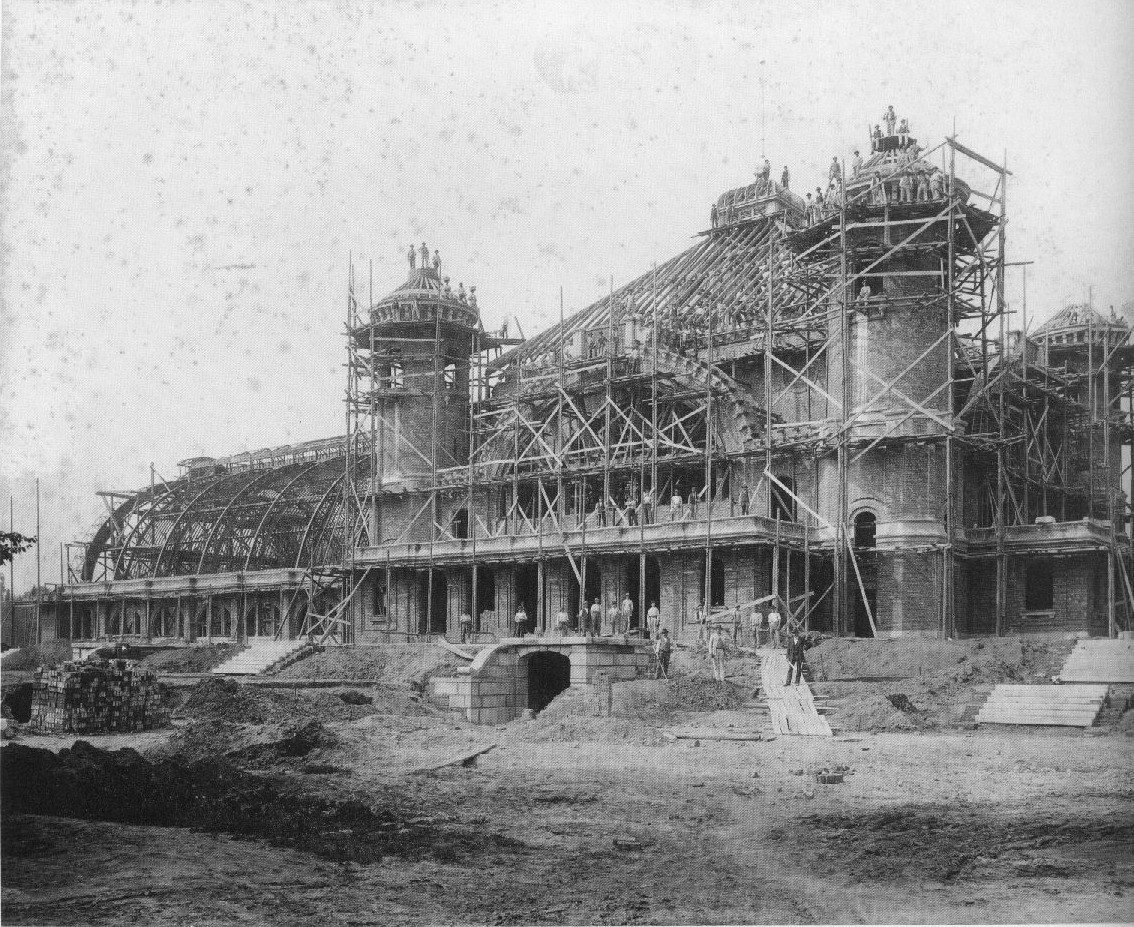
La costruzione della Gesellschaftshaus de la Palmengarten nel 1899.

Dopo l'esposizione internazionale di orticoltura del 1893 organizzata per celebrare il 50º anniversario della fondazione della società di orticoltura lipsiana (Leipziger Gärtner-Verein), fu indetto un concorso per lo sviluppo dei terreni nella foresta alluvionale a nord della Piccola Luppe e a sud di Käthe-Kollwitz-Straße secondo il modello del palmeto di Francoforte sul Meno. Il concorso fu vinto dal paesaggista di Francoforte Eduard May, ma il contratto fu infine firmato con il vivaista di Lipsia-Lindenau Otto Moßdorf, che era arrivato secondo al concorso e aveva contribuito all'organizzazione della mostra di orticoltura. Viene fondata una società per azioni per realizzare il progetto. Il progetto è stato inaugurato il 29 aprile 1899 dal sindaco lipsiano Otto Georgi (1831-1918) che tenne un discorso sul “più illustre centro ricreativo della città” riservato ai “ceti alti” della società.
L'attrazione più grande di questo parco di 22,5 ettari è una monumentale sala per spettacoli progettata dagli architetti Arthur Johlige (1857-1937) e August Hermann Schmidt (1858-1942), la Gesellschafts- und Konzerthaus. A sud di questo edificio si trovava il palmeto vero e proprio, situato in una serra di 1.280 m² dove oltre alle palme venivano coltivate diverse specie esotiche. Nelle vicinanze è costruito un laghetto di 11.050 m².
Il bacino dell'Elster fu costruito e riempito d'acqua intorno al 1925. Nel 1932 nacque l'idea di costruire sulle sue sponde un monumento in onore di Richard Wagner, il compositore nato a Lipsia nel 1813. In occasione del cinquantesimo anniversario della morte di Wagner al 19 febbraio 1933, il sindaco di Lipsia (e futuro combattente della resistenza) Carl Friedrich Goerdeler lodò Wagner in un discorso e lanciò un concorso internazionale per la costruzione di un monumento. In aprile 1933, una giuria di 600 persone ha scelto lo scultore Emil Hipp (1893-1965) per creare il monumento. Stiamo progettando anche un parco lineare rigorosamente rettangolare lungo 225 metri sulla sponda orientale del laghetto progettato dall'architetto paesaggista Gustav Allinger (1891-1974) e decorato con un'aiuola che verrà chiamata Richard-Wagner-Hain ("boschetto di Wagner"). Dopo la Machtergreifung del Partito Nazionalsocialista, la fondazione di questo monumento fu sfruttata dai nazisti. Lo stesso Adolf Hitler pose la prima pietra al 6 marzo 1934. Nel 1942, tuttavia, l'intero Richard-Wagner-Hain fu completato ad eccezione del monumento. La città di Lipsia sotto il controllo sovietico decise nel dopoguerra di abbandonare il monumento, nonostante fosse già stato finanziato, perché il nome di Wagner era stato fatto proprio dall'ideologia nazista e di ribattezzare il parco in omaggio a Clara Zetkin, proprio come il intero parco compreso il Palmengarten e il Parco Johanna.

### Parco Clara-Zetkin
Nel 1955, quando Lipsia si trasferì nella Germania dell'Est, le autorità municipali decisero di unire i parchi Johanna, Scheibenholz, Re Albert, il Palmengarten, Klingerhain e Richard-Wagner-Hain per formare il "parco culturale centrale Clara-Zetkin", in onore del politico socialista e femminista. Ciò non ha rappresentato un cambiamento fisico poiché non esistono recinti e nemmeno segnalazioni che indichino i limiti dei diversi parchi: l'insieme forma un unico ecosistema. Oltre alla ridenominazione, il comune ha investito molto nel parco, creando aree gioco, un teatro verde, tenendo concerti nel padiglione musicale, rivitalizzando il ristorante e aumentando il numero di eventi culturali e sportivi. Dal 1951 al 1958 vi si svolgeva ogni anno una gara motociclistica che attirava circa 200.000 spettatori.
Nel 1967, al posto del vecchio monumento a Otto von Bismarck smantellato dai nazisti per fabbricarvi armi, si decise di inaugurare la statua in bronzo di Clara Zetkin, scolpita da Walter Arnold (1909-1979). È stato inaugurato il 3 luglio 1967, nel 110º anniversario della nascita di Zetkin.
Dagli anni '90 il parco è stato teatro di numerosi nuovi eventi culturali. Viene installato un cinema all'aperto, il parco giochi viene ristrutturato, la Anton-Bruckner-Allee viene asfaltata in modo che possa essere utilizzata non solo da ciclisti, cavalieri e pedoni, ma anche da pattinatori in linea. Le Sanisettes sono accessibili anche nel parco.
Ogni anno a Pentecoste il parco è uno dei tanti luoghi di Lipsia in cui si incontrano i frequentatori del festival Wave-Gotik-Treffen. Il teatro verde «Parkbühne» viene utilizzato soprattutto come palco per concerti.

## Galleria d'immagini

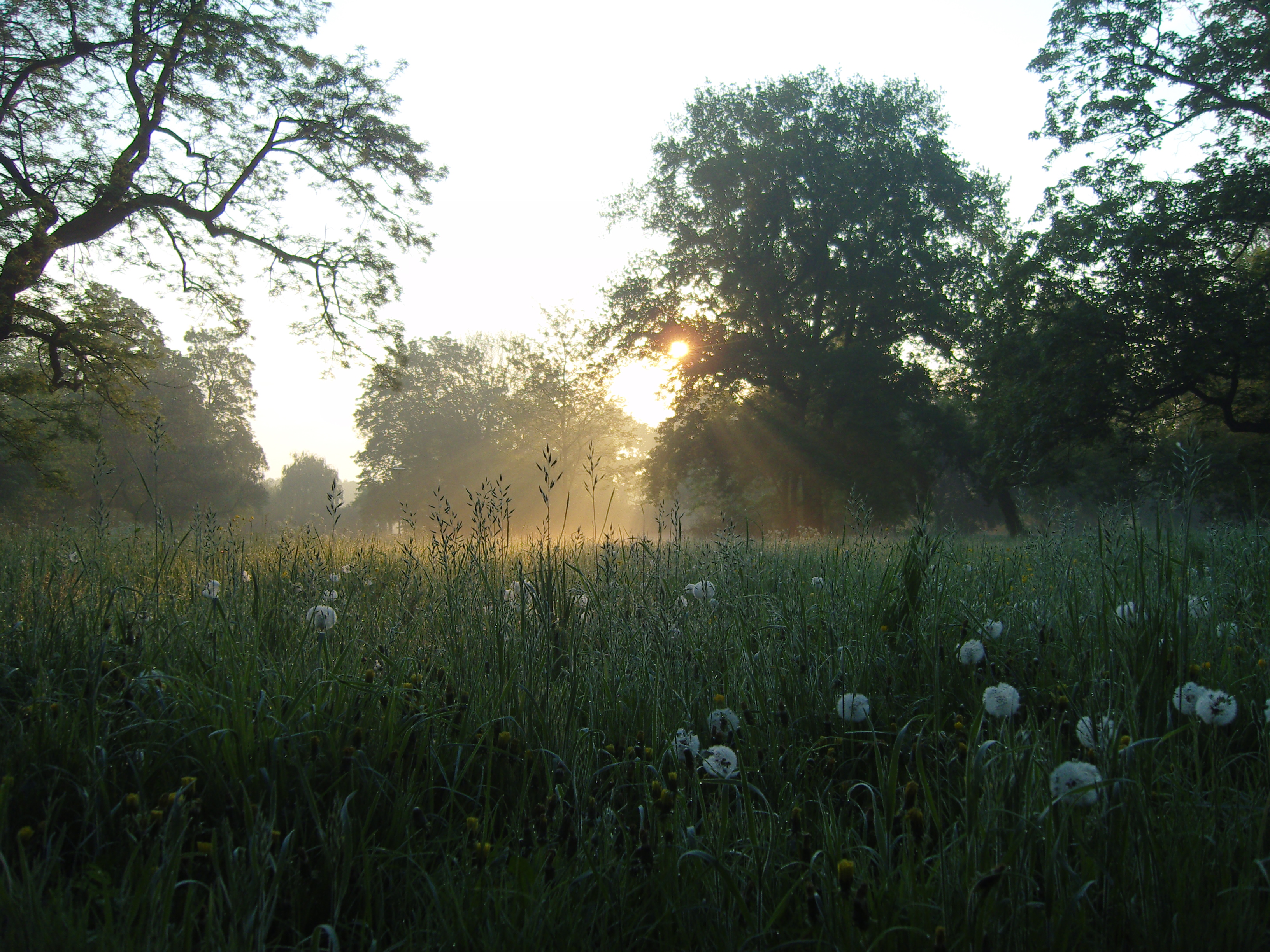
Alba nel Palmengarten
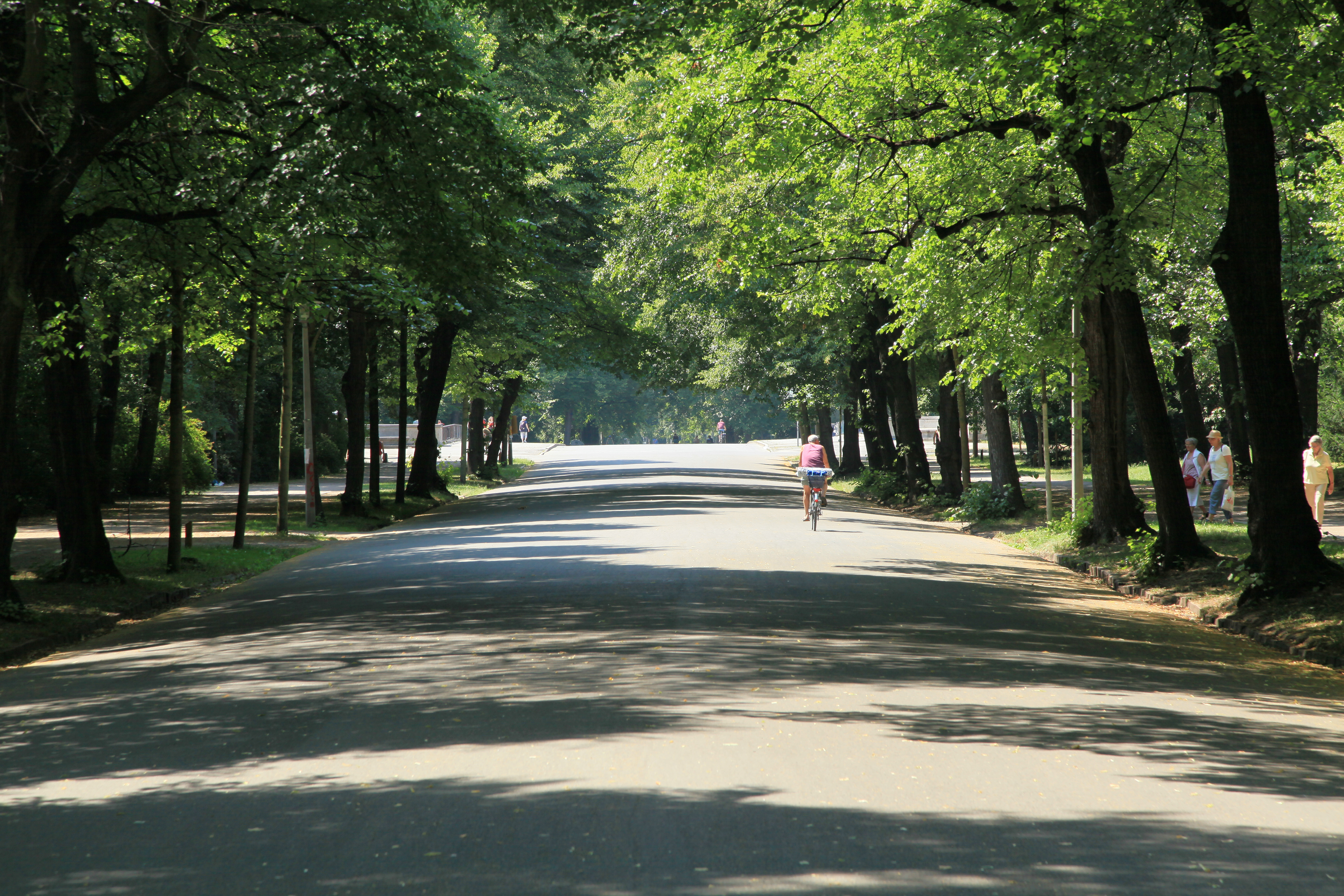
La pista ciclabile Anton-Bruckner-Allee
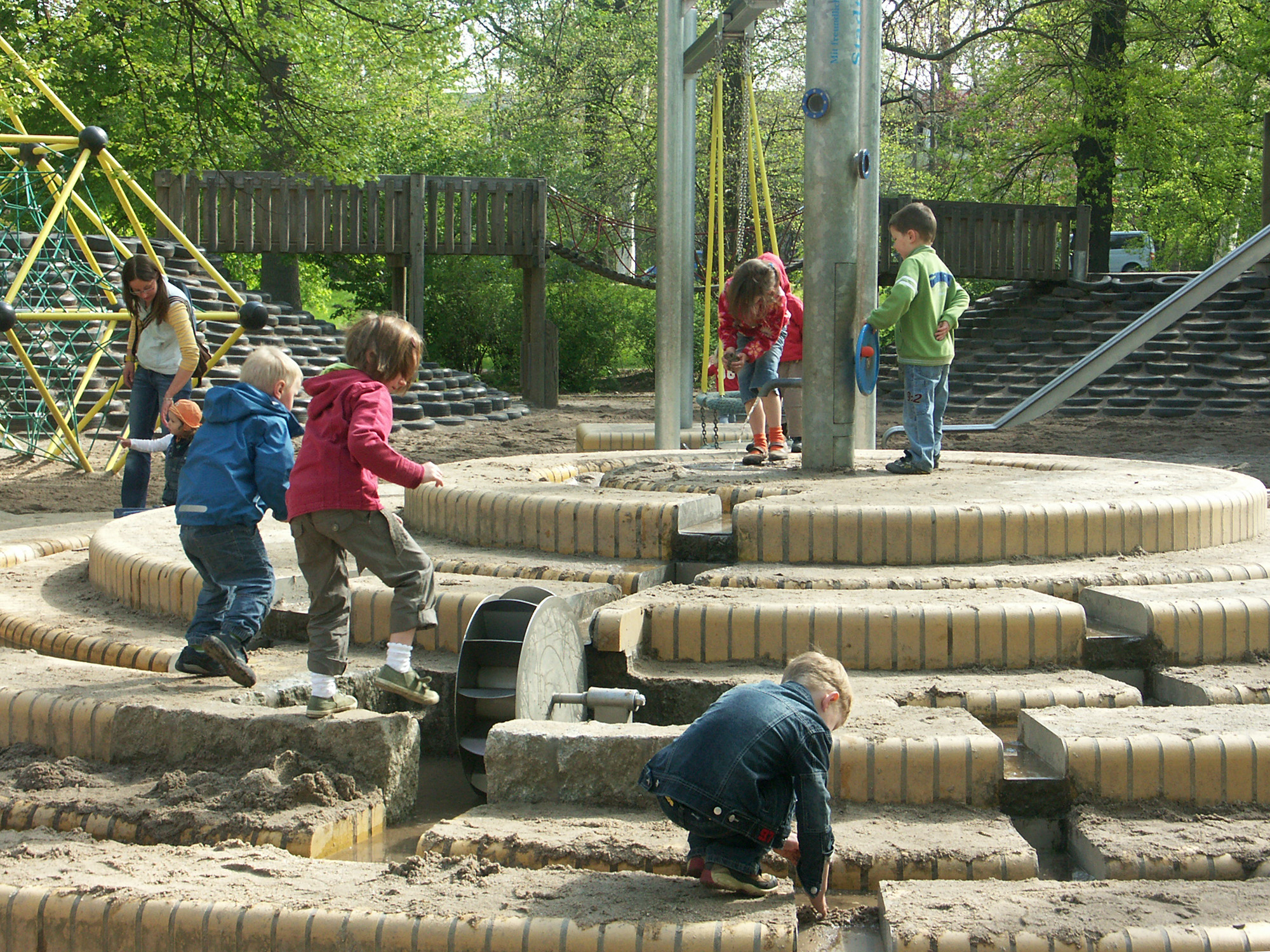
Il parco giochi del Parco Scheibenholz
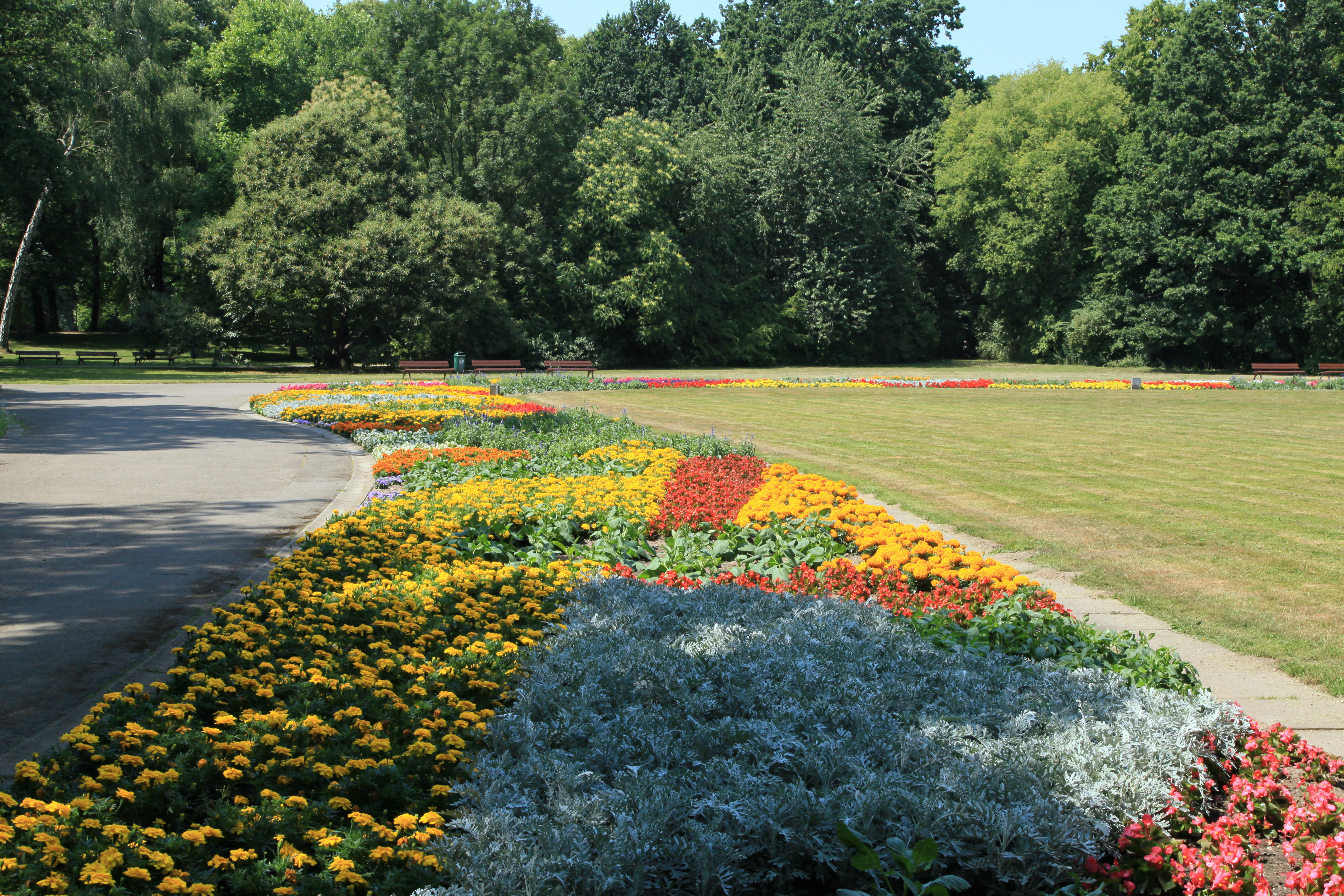
Aiuola
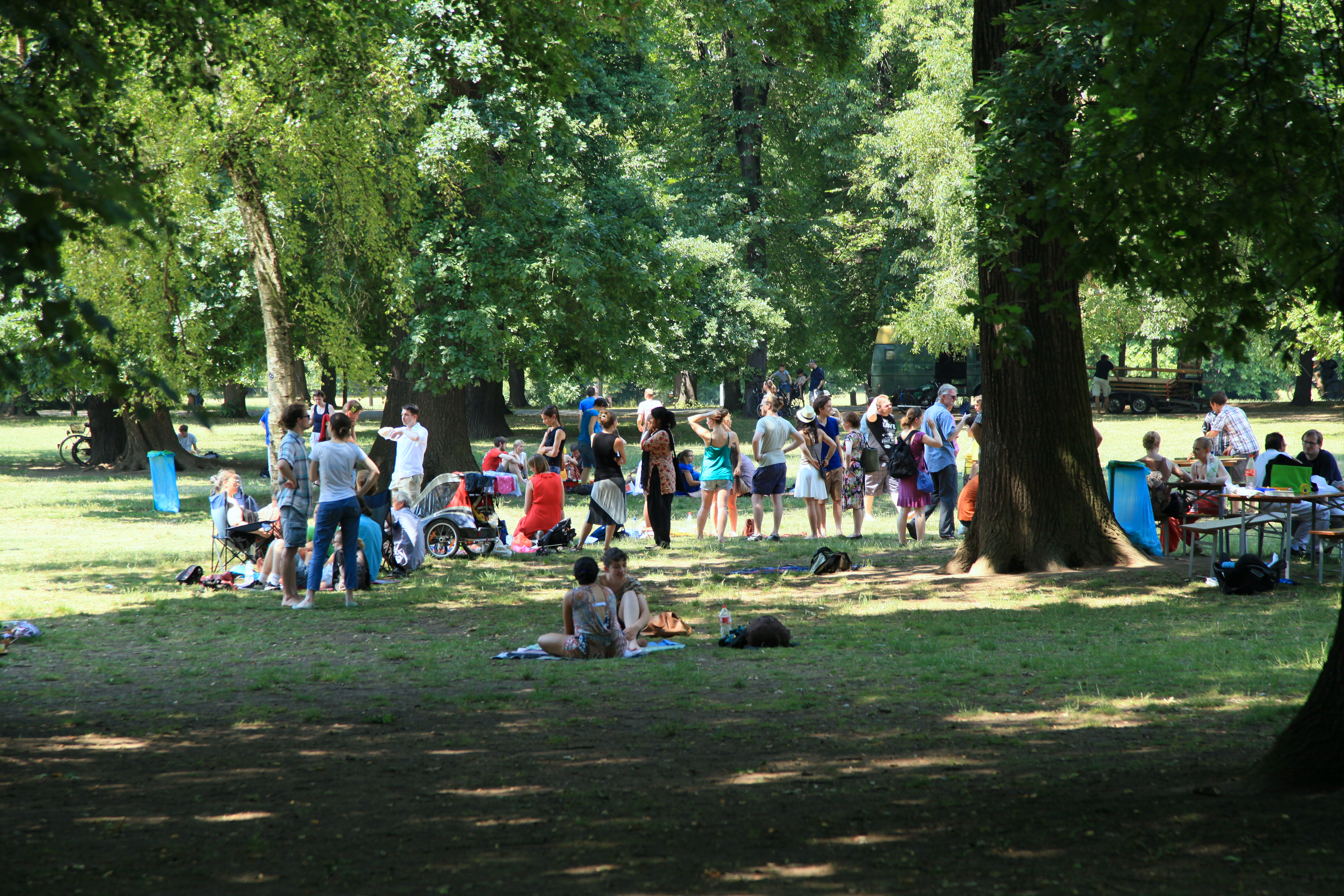
Il parco d'estate
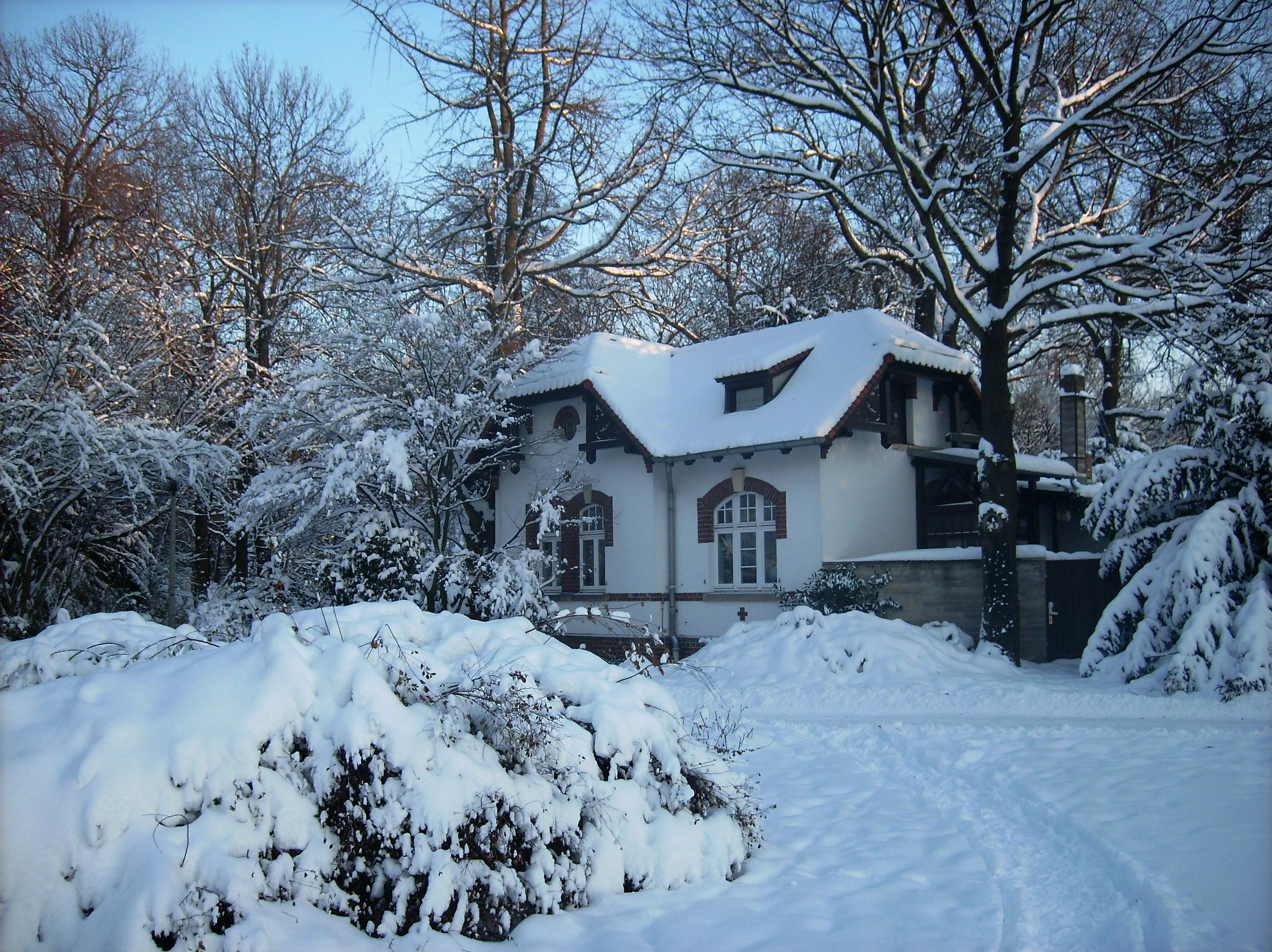
Il parco in inverno
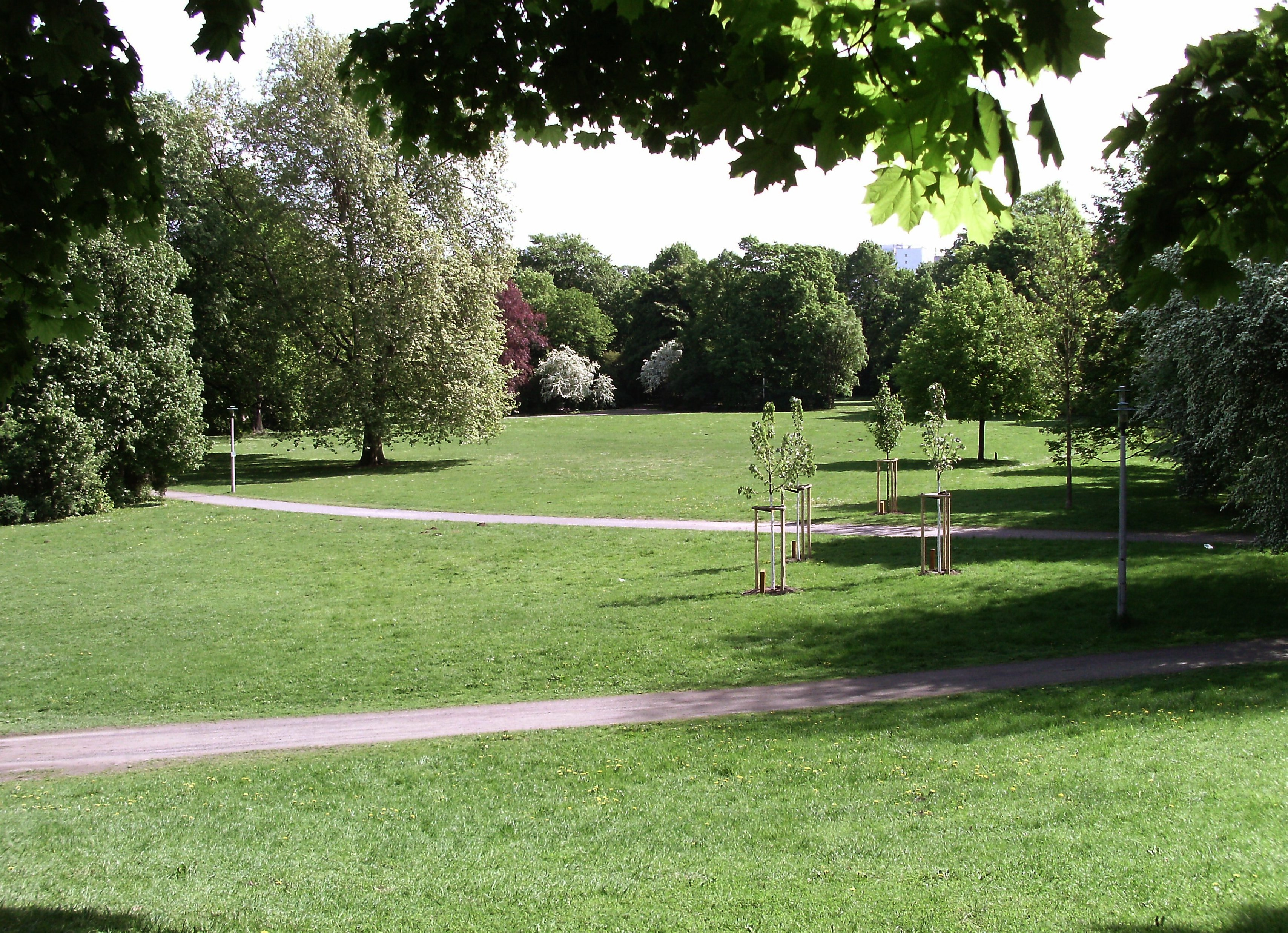
Il Parco in Primavera
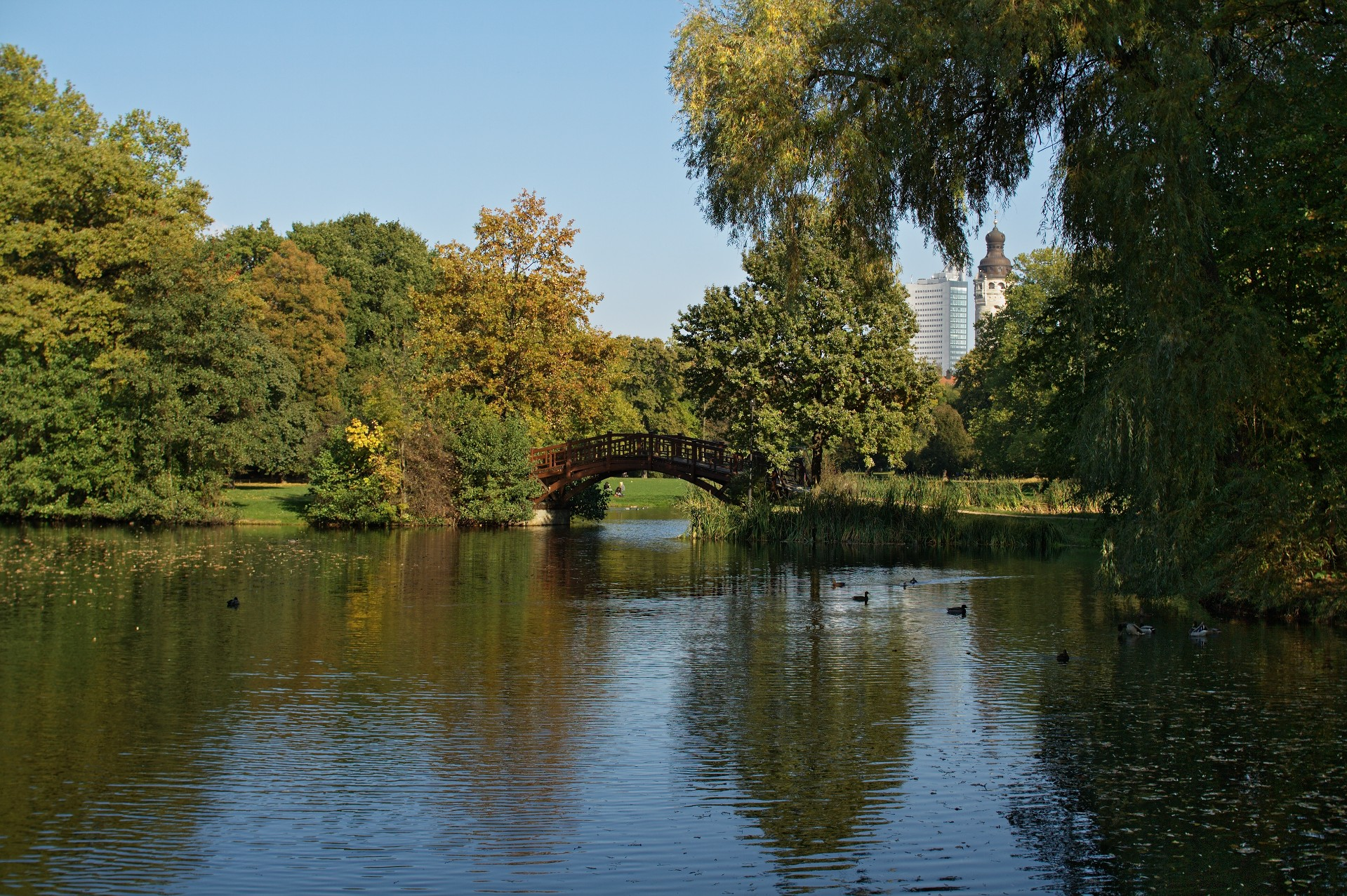
Lo stagno del Parco Johanna